# Antonius Mors
Antonius Mors (auch Antonius Moors; † 1560/62) war ein niederländischer Orgelbauer, der in Schwerin und Brandenburg tätig war.

## Leben und Werk
Sein Vater Anthonis (Antonius) Mors war Orgelbauer aus Antwerpen, der 1515 ein Positiv in der Hofkapelle in Den Haag anfertigte. 1518 führte er Reparaturen an der Liebfrauenkathedrale in Antwerpen aus, 1525 am Dom in ’s-Hertogenbosch. Sein Bruder Hieronymus war seit 1552 Organist am Schweriner Dom, später ebenso sein Bruder Jacob. 
1555 erhielt Antonius Mors den Auftrag zum Bau einer Orgel für den Dom. Er fertigte sie in Antwerpen und brachte sie 1557 mit dem Schiff über die Elbe nach Schwerin, wo er das Instrument bis 1559/60 selber aufbaute. Danach blieb Mors in Schwerin in Diensten von Herzog Johann Albrecht.
1559 gab ihm Kurfürst Joachim II. von Brandenburg den Auftrag zum Bau einer Orgel in Berlin.
Im August 1562 war Mors verstorben. 
Er ist nicht identisch mit dem gleichnamigen Organisten an der Jakobikirche in Rostock (dort 1573–1613, † 1619).